# HD 65750
HD 65750 (také známá jako V341 Carinae) je jasná červená obří hvězda v souhvězdí Lodního kýlu. Je obklopena výraznou reflexní mlhovinou IC 2220, která je přezdívaná Toby Jug Nebula kvůli svému tvaru připomínajícímu tradiční anglický džbán.

## Charakteristika
HD 65750 je vzdálena přibližně 1 240 světelných let od Země. Jedná se o červeného obra s poloměrem více než 100krát větším než poloměr Slunce. Kdyby tato hvězda nahradila Slunce, sahala by až za oběžnou dráhu planety Merkur.
Její hvězdná velikost se pohybuje mezi 6,2 a 7,1, což ji činí viditelnou dalekohledem v dobrých pozorovacích podmínkách. Metalicita této hvězdy dosahuje pouze 40 % hodnoty Slunce.
HD 65750 je také známá jako proměnná hvězda typu pomalu nepravidelných proměnných (LB). Patří do pohybové skupiny Diamond Cluster.

## Mlhovina IC 2220
Hvězdu obklopuje reflexní mlhovina IC 2220, která je často označována jako Toby Jug Nebula. Mlhovina je zajímavá tím, že změny v její jasnosti zdánlivě nesouvisejí s centrální hvězdou. Jednou z teorií je, že hvězda není akrečním diskem, ale vysoce vyvinutou hvězdou, která ztrácí materiál.